# 1348
| [ Edytuj tabelę ]                          |                                                                                |
| Król Polski                                | - 1333 Kazimierz III Wielki 1370                                               |
| Król Albanii                               | - 1332 Robert 1364                                                             |
| Współksiążęta Andory                       | - 1341 Pere de Narbona 1348 - 1348 Niccoló Capocci 1350 - 1343 Gaston III 1391 |
| Król Anglii                                | - 1327 Edward III 1377                                                         |
| Król Aragonii i Walencji, hrabia Barcelony | - 1336 Piotr IV Aragoński 1387                                                 |
| Władca Azteków                             | - 1325 Tenoch 1376                                                             |
| Książę Bawarii                             | - 1347 Stefan II 1375                                                          |
| Margrabia Brandenburgii                    | - 1320 Ludwik 1351                                                             |
| Książę Burgundii                           | - 1315 Eudes IV 1349                                                           |
| Cesarz Bizancjum                           | - 1347 Jan VI Kantakuzen 1354                                                  |
| Car Bułgarii                               | - 1331 Iwan Aleksander 1371                                                    |
| Cesarz Chin                                | - 1333 Huizong 1368                                                            |
| Król Cypru                                 | - 1324 Hugo IV 1359                                                            |
| Król Czech                                 | - 1346 Karol IV Luksemburski 1378                                              |
| Król Danii                                 | - 1340 Waldemar Atterdag 1376                                                  |
| Władca Egiptu                              | - 1347 An-Nasir Hasan 1351                                                     |
| Cesarz Etiopii                             | - 1344 Nyuaje Krystos 1372                                                     |
| Król Francji                               | - 1328 Filip VI 1350                                                           |
| Król Gruzji                                | - 1346 Dawid IX 1360                                                           |
| Hrabia Holandii                            | - 1345 Małgorzata Bawarska 1351 - 1346 Wilhelm V 1358                          |
| Cesarz Japonii                             | - 1339 Go-Murakami 1368                                                        |
| Kalif                                      | - 1341 Al-Hakim II 1352                                                        |
| Król Kastylii i Leónu                      | - 1312 Alfons XI 1350                                                          |
| Patriarcha Konstantynopola                 | - 1347 Izydor 1350                                                             |
| Władca Korei                               | - 1344 Ch’ungmok 1348 - 1348 Ch’ungjŏng 1351                                   |
| Wielki książę litewski                     | - 1345 Olgierd 1377                                                            |
| Cesarz Majapahitu                          | - 1328 Tribhuwana Widżajatunggadewi 1350                                       |
| Sułtan Maroka                              | - 1331 Abu al-Hassan Ali I 1350                                                |
| Książę Mediolanu                           | - 1339 Giovanni 1354                                                           |
| Senior Monako                              | - 1338 Karol I 1357                                                            |
| Wielki książę moskiewski                   | - 1340 Siemion Dumny 1353                                                      |
| Król Nawarry                               | - 1342 Joanna II z Nawarry 1349                                                |
| Król Norwegii                              | - 1319 Magnus Eriksson 1355 - 1343 Haakon VI Magnusson 1380                    |
| Hrabia Palatynatu                          | - 1327 Rudolf II Wittelsbach 1353                                              |
| Papież                                     | - 1342 Klemens VI 1352                                                         |
| Król Portugalii                            | - 1325 Alfons IV 1357                                                          |
| Cesarz Rzymski (niemiecki)                 | - 1346 Karol IV Luksemburski 1378                                              |
| Książę Saksonii                            | - 1298 Rudolf I 1356                                                           |
| Car Serbii                                 | - 1331 Stefan Urosz IV Duszan 1355                                             |
| Król Szkocji                               | - 1329 Dawid II Bruce 1371                                                     |
| Król Szwecji                               | - 1319 Magnus Eriksson 1363                                                    |
| Sułtan Turków                              | - 1324 Orchan 1360                                                             |
| Doża Wenecji                               | - 1342 Andrea Dandolo 1354                                                     |
| Król Węgier                                | - 1342 Ludwik Andegaweński 1382                                                |
| Wielki mistrz zakonu krzyżackiego          | - 1345 Heinrich Dusemer von Arfberg 1351                                       |

Rok 1348 / MCCCXLVIII
stulecia: XIII wiek ~
XIV wiek ~
XV wiek

lata: 1338 «
1343 «
1344 «
1345 «
1346 «
1347 «
1348
» 1349
» 1350
» 1351
» 1352
» 1353
» 1358

## Wydarzenia w Polsce
- 29 lutego – Ciężkowice otrzymały prawa miejskie.
- 7 kwietnia – król niemiecki i czeski Karol IV Luksemburski inkorporował do nowo utworzonej Korony Królestwa Czeskiego księstwa śląskie oraz Ziemię Budziszyńską i Zgorzelecką (późniejsze Górne Łużyce).
- 23 czerwca – Kazimierz Wielki ulokował prawnie wsie Szerzyny i Moszczenica.
- 30 września – został wydany dokument lokacyjny dla wsi Libuszy przez króla Kazimierza Wielkiego.
- 22 listopada – król Polski Kazimierz Wielki z królem Czech Karolem IV zawarł układ pokojowy w Namysłowie kończący wojnę rozpoczętą w 1344 roku.
- Lokacja miasta Piwniczna.
- Założenie wsi Pakoszówka przez Mikołaja Pakosza.
- Puck uzyskał prawa miejskie.
- Król Kazimierz Wielki nadał prawa miejskie Krościenku nad Dunajcem.
- Król Kazimierz Wielki wręczył na Wawelu przywilej na lokacje wsi Binarowa poniżej Biecza na 60 łanach, na prawie niemieckim, sołtysom Mikołajowi Vlosniczar i Hermanowi w obecności świadków.
- Człuchów uzyskał prawa miejskie
- Krosno otrzymało prawa miejskie

## Wydarzenia na świecie
- 25 stycznia – trzęsienie ziemi z epicentrum w północnych Włoszech spowodowało zniszczenia w promieniu kilkuset km, m.in. osunięcie południowego stoku góry Dobratsch w Alpach Gailtalskich.
- 2 lutego – Litwini ponieśli klęskę z Krzyżakami w bitwie nad Strawą.
- 4 lutego – zwycięstwo Dworu Północnego nad wojskami Dworu Południowego w bitwie pod Shijōnawate w Japonii.
- 7 kwietnia – Karol IV założył w Pradze pierwszy w Europie Środkowej uniwersytet.
- 23 kwietnia – Edward III ustanowił Order Podwiązki.
- 6 lipca – papież Klemens VI wydał bullę protekcyjną w celu ochrony prześladowanych Żydów.
- Początek wielkiej epidemii dżumy w Europie. Została przywleczona ze wschodu (pierwsze pogłoski o dżumie szalejącej w Azji pochodzą już z roku 1346) i spowodowała śmierć 1/3 ludności europejskiej.
- Stolica Cesarstwa Rzymskiego została przeniesiona do Pragi.
- Pod względem populacji Hangzhou (populacja 432 000 – 1350) wyprzedził Kair i stał się największym miastem świata.
- Republika Pskowska zyskuje niepodległość od Republiki Nowogrodzkiej dzięki Traktatowi z Bołotowa

## Urodzili się
- 2 kwietnia – Andronik IV Paleolog, cesarz bizantyński (zm. 1385)

## Zmarli
- 9 czerwca  – Ambrogio Lorenzetti, włoski malarz (ur. ok. 1290)
- 1 sierpnia – Blanka de Valois, zwana też Małgorzatą, królowa Czech i Niemiec, córka księcia Karola Walezjusza, żona Karola IV Luksemburskiego (ur. 1316)
- 20 sierpnia – Bernard Tolomei, włoski zakonnik, założyciel oliwetanów, święty katolicki (ur. 1272)
- 12 września – Joanna Burgundzka, królowa Francji, żona Filipa VI (ur. ok. 1293)
- 2 grudnia – Hanazono, cesarz Japonii (ur. 1297)
- data dzienna nieznana:
  - Pietro Lorenzetti, włoski malarz (ur. ok. 1280)